# Estudios Wandsbek

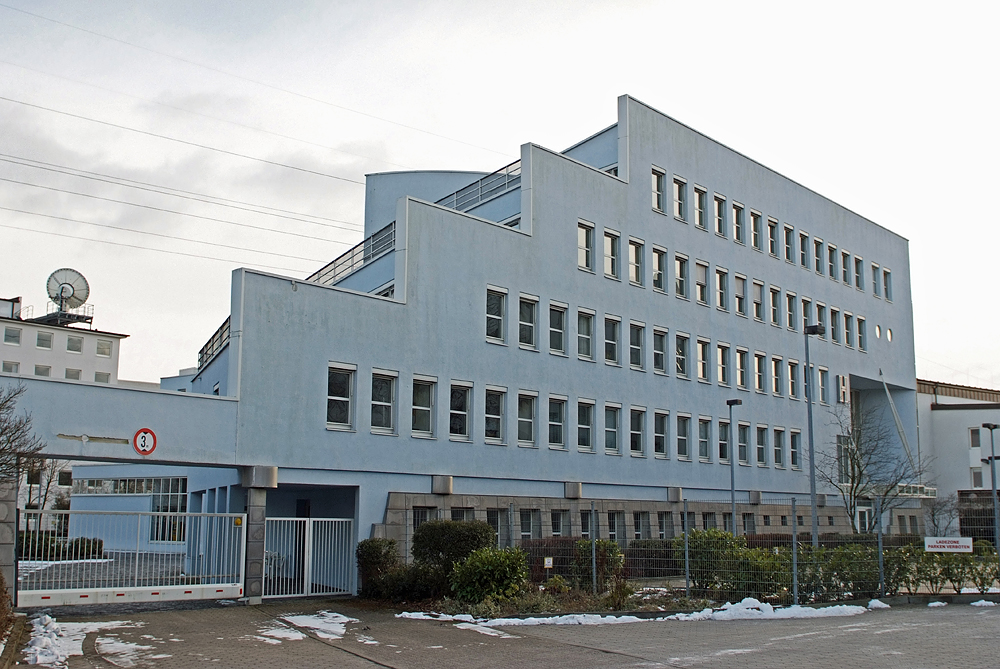

Los estudios Wandsbek son estudios de producción cinematográfica y de televisión ubicados en Wandsbek, un distrito de la ciudad alemana de Hamburgo.

## Contexto
El complejo Wandsbeck fue fundado en 1948, cuando la empresa Real Film, creada un año antes, adquirió un terreno en Wandsbek para construir un estudio. Real Film fue una de las primeras empresas alemanas en recibir una licencia de producción tras la Segunda Guerra Mundial . Los estudios estaban situados en la zona de ocupación británica que en 1949 pasó a formar parte de Alemania Occidental .
Históricamente, la industria cinematográfica había estado centrada en Berlín, pero como gran parte de la capital alemana estaba ahora bajo el control de la comunista Alemania del Este, la producción de Alemania Occidental se trasladó a Hamburgo y a los estudios Bavaria en Múnich . Aunque Wandsbek fue principalmente la sede de Real Film, también alquiló espacio a otras compañías para sus producciones, como el éxito de 1952 Toxi (1952). 
Real Film fue una de las principales productoras de cine popular durante la década de 1950, produciendo películas como El capitán de Köpenick (1956). Sin embargo, la empresa tuvo problemas durante la década de 1960 y fue superada por empresas como Constantin Film . En 1961 pasó a llamarse Studio Hamburg y se diversificó cada vez más hacia la producción de televisión . Participó en la asociación Pinewood Studio Berlin.
Una filial de propiedad absoluta es Letterbox Filmproduktion GmbH, bajo cuyo nombre se producen series de televisión como Notruf Hafenkante, Großstadtrevier, Die Pfefferkörner y Die Kanzlei. 